# 3004 Knud
3004 Knud eller 1976 DD är en asteroid i huvudbältet som upptäcktes den 27 februari 1976 av den danske astronomen Richard West vid La Silla-observatoriet. Den är uppkallad efter den danske forskaren Knud Rasmussen.